# Akashi
Akashi (明石?, Akashi-shi) è una città del Giappone di 292 700 abitanti, fa parte della prefettura di Hyōgo ed è situata nell'isola di Honshū.
Akashi è sede di uno dei siti produttivi della Kawasaki Heavy Industries. La fabbrica Kawasaki di Akashi è in particolare concentrata sulla produzione di moto.
La città di Akashi è situata esattamente in corrispondenza della longitudine 135 gradi est, che nel 1888 fu il meridiano di riferimento per stabilire l'ora standard del Giappone. 
Da allora, la città è anche conosciuta col soprannome di 'Toki no machi' (lett. "Città del tempo").

## Amministrazione

### Gemellaggi
Akashi è gemellata con:
- Vallejo, Stati Uniti d'America, dal 1968
- Wuxi, Cina, dal 1981